# Homolidae
Die Homolidae sind eine Familie ursprünglicher Krabben (Brachyura) mit 70 Arten.

## Merkmale
Der Carapax ist länger als breit und etwa rechtwinklig. Die geraden antero- und posterolateral Ränder sind nicht separiert, sondern erscheinen mit fließendem Übergang. Die Stirn ist schmal und trägt einen deutlichen, schlanken, dreieckigen Fortsatz (Rostrum), dessen Spitze häufig gegabelt ist, oft mit einem Dorn (Pseudorostrum) auf beiden Seiten. Die Augenhöhlen sind schwach entwickelt oder fehlen, so dass die Augenstiele nicht zurückgezogen werden können. Die Linea homolica ist gewöhnlich vorhanden und verläuft seitlich vom Hinterrand des Carapax zur inneren Seite der Antennen. Die Augenstiele bestehen aus zwei beweglichen Gliedern, von denen das Basalglied etwas länger als das kräftige Endglied ist. Die Antennulen sind nicht in ein Grübchen zurückziehbar, ihr Basalglied ist annähernd kugelförmig. Das Flagellum der Fühler ist länger als der Carapax. Die Scheidewand zwischen den Antennulen (Proepistom) bildet einen deutlichen vertikalen Fortsatz. Das Epistom ist deutlich vom Gaumen getrennt, letzterer ist leicht eingewölbt. Das dritte Maxilliped (Mxp3) ist fuß- bis annähernd deckelförmig.
Die Scheren- (Chelipeden) und die zweiten bis fünften Schreitbeine (Pereopoden, P2-5) sind lang und schlank. Epipoden sind an P1–P3 vorhanden. Das P5 ist reduziert, weiter rückenwärts positioniert, nach oben gerichtet und zum Tragen von Objekten modifiziert. Die beiden Scheren sind gleich groß, bei Männchen manchmal größer als bei Weibchen. Die Sternaloberfläche ist komplett vom geschlossenen Pleon bedeckt. Die paarige Spermathek ist relativ groß, schräg angeordnet und nimmt deutlich weniger als die halbe Länge der Segmente S7/8 ein. Die Naht zwischen den Segmenten 6 und 7 ist vollständig, alle anderen Nähte sind dagegen zur Mitte hin deutlich unterbrochen. S1–6 liegen etwa in einer Ebene, S7 und S8 sind deutlich rückenwärts gebogen.
Beidseitig sind 13 oder 14 Kiemen ausgebildet. Die sternocoxalen Eindellungen sind tief. Das Pleon besteht aus sechs Somiten sowie dem Telson. Bei Männchen bedeckt es den gesamten Raum zwischen den Coxae der Schreitbeine, das Telson passt sich in die Basis der Mxp3 ein. Das erste Gonopodium ist kräftig, relativ kurz und bildet ein zylindrisches Rohr. Das zweite ist niemals länger als das erste Gonopodium, zylindrisch, sein Flagellum niemals lanzettförmig, manchmal fehlend, die Spitze ist stumpf, manchmal tassenförmig.
Erkennungsmerkmale für die Familie sind der glatte oder kaum behaarte Rückenpanzer, eine Linea homolica und das reduzierte, oben gehaltene letzte Schreitbeinpaar mit Chela oder Subchela.

## Lebensraum und Lebensweise
Homolidae sind freilebende Tiefseebewohner. Mit ihrem letzten Schreitbein tragen sie Schwämme, Manteltiere, Algen, Schwarze Korallen, Weichkorallen und andere Lebewesen zur Tarnung.

## Systematik
Zur Familie gehören 14 rezente Gattungen:
- Dagnaudus Guinot & Richer de Forges, 1995
- Gordonopsis Guinot & Richer de Forges, 1995
- Homola Leach, 1816
- Homolax Alcock, 1899
- Homolochunia Doflein, 1904
- Homologenus A. Milne-Edwards, in Henderson, 1888
- Homolomannia Ihle, 1912
- Ihlopsis Guinot & Richer de Forges, 1995
- Lamoha Ng, 1998
- Latreillopsis Henderson, 1888
- Moloha Barnard, 1947
- Paromola Wood-Mason & Alcock, 1891
- Paromolopsis Wood-Mason & Alcock, 1891
- Yaldwynopsis Guinot & Richer de Forges, 1995